# Amt Sulingen
Das Amt Sulingen war ein historisches Verwaltungsgebiet des Königreichs Hannover bzw. der preußischen Provinz Hannover.

## Geschichte
Das Amt entstand 1852 durch Verlegung des Amtssitzes des bisherigen Amts Siedenburg, das zugleich um mehrere Gemeinden des Amts Ehrenburg-Barenburg und die Ortschaft Päpsen (bisher Amt Nienburg) vergrößert wurde. 1859 kamen weitere Gemeinden aus dem Amt Ehrenburg hinzu. Die Kirchspiele Twistringen, Heiligenloh und Neuenkirchen wurden im Gegenzug in das Amt Freudenberg umgegliedert. 1885 wurde die Kreisverfassung eingeführt und das Amt zum Kreis Sulingen.

## Gemeinden
Bei seiner Aufhebung (1885) umfasste das Amt Sulingen folgende Gemeinden
| - Barenburg (*) - Brake (**) - Dörrieloh (*) - Groß Lessen (*) - Klein Lessen (*) | - Lindern (*) - Maasen (**) - Mellinghausen (**) - Nordsulingen (*) | - Ohlendorf (**) - Päpsen - Rathlosen (*) - Siedenburg (**) | - Ströhen (*) - Sulingen (*) - Varrel (*) - Wehrbleck (*) |

(*) Aus dem Amt Ehrenburg-Barenburg, (**) aus dem Amt Siedenburg.
- Karte mit allen verlinkten Seiten:
- OSM |
- WikiMap

## Amtmänner
- 1852–1859: August Friedrich Edmund Meyer
- nach 1866: Ernst Hans Victor von Einem (1823–1872)